# Супруненко, Николай Иванович
Николай Иванович Супруненко (1 марта 1900, Полтава — 11 сентября 1984, Киев) — советский историк, доктор исторических наук (1953), профессор (1955), член-корреспондент (с 1958 года) и действительный член (с 17 марта 1972 года) АН УССР.

## Биографические сведения
Родился 17 февраля (1 марта) 1900 года в Полтаве в рабочей семье. Принимал участие в Гражданской войне. С 1921 года на общественной, потом на партийной работе. Член ВКП(б) с 1925 года.
В 1937 году окончил Институт красной профессуры при ВУЦИК (Харьков, Киев). В 1937—1941 годах работал в Институте истории Украины АН УССР (с 1953 года — Институт истории АН УССР) — ученым секретарем, в 1941—1954 годах — старшим научным сотрудником, в 1955—1984 годах — заведующим отделом.
Жил в Киеве на улице Коцюбинского, 9, квартира 3.
Умер 11 сентября 1984 года. Похоронен в Киеве на Байковом кладбище.

## Награды, звания и премии
- Орден Октябрьской Революции (15.02.1980)[2]
- Орден Трудового Красного Знамени (1967)
- 2 ордена «Знак Почета» (01.10.1944; 1954)
- Заслуженный деятель науки УССР (1968)
- Государственная премия Украинской ССР в области науки и техники (1969) — за двухтомный труд «Победа Великой Октябрьской Социалистической революции на Украине»; в соавторстве)
- Почётная Грамота Верховного Совета БССР
- Грамота Президиума Верховного Совета УССР (1970)

## Труды
Автор трудов по новейшей истории Украины; в частности эпохи 1917—1920 годов. Опубликовал более 170 научных трудов. Главные из них:
- История Украины. Краткий курс. 1941 (совместно с С. Белоусовым, К. Гуслистым, Ф. Ястребовым, М. Петровским).
- Разгром деникинщины на Украине (1942).
- Україна в період іноземної воєнної інтервенції і громадянської війни (1918—1920 рр.). Київ: Державне видавництво політичної літератури УРСР, 1951. 342 с. (Украина в период иностранной военной интервенции и гражданской войны 1918—1920 гг.) (второе издание — 1961).
- Коммунистическая партия — вдохновитель и руководитель борьбы украинского народа за создание и упрочение Украинского Советского государства. Киев: Госполитиздат УССР, 1954. (два издания — на русском и укр. языках).
- Украина в Великой Отечественной войне Советского Союза (1941—1945 гг.). Киев: Госполитиздат УССР, 1956. 472 с.
- Очерки истории гражданской войны и иностранной военной интервенции на Украине (1918—1920). Москва: Наука, 1966. 455 с.